# Kogigonalia resoluta
Kogigonalia resoluta är en insektsart som först beskrevs av Melichar 1926.  Kogigonalia resoluta ingår i släktet Kogigonalia och familjen dvärgstritar. Inga underarter finns listade i Catalogue of Life.